# Témoignage en droit civil québécois
Cet article fait état des règles relatives au témoignage en droit civil québécois. 

## Témoignage direct
En droit civil québécois, le témoignage direct (ou ex propriis sensibus) consiste en la déclaration d’une personne, le témoin, qui relate les faits qu’elle a personnellement vus ou entendus (2843 C.c.Q.). Toutefois, le témoin peut émettre son opinion lorsque celle-ci consiste en des observations personnelles. Par exemple, un témoin pourrait exprimer au tribunal son opinion sur l’état d’ébriété d’un individu.  

### Admissibilité
Le témoignage est toujours admissible pour prouver un fait juridique (2857 C.c.Q.).
Il est toutefois inadmissible pour prouver un acte juridique, sauf dans les cas suivants :
- En cas de perte de l'écrit (2860 C.c.Q.[3])
- En cas d'impossibilité pour une partie de s'être ménagé la preuve écrite d'un acte juridique (2861 C.c.Q.[4])
- Lorsque la valeur du litige n'excède pas 1 500 $ (2862 al. 1 C.c.Q.[5])
- Lorsqu'il y a un commencement de preuve (2862 al. 2 C.c.Q.[5])
- Contre l'entrepreneur, lorsque l'acte juridique a été passé dans le cours des activités d'une entreprise (2862, al. 2 C.c.Q.[5])

Par ailleurs, le témoignage est aussi inadmissible pour contredire un acte instrumentaire, sauf dans les cas suivants :
- Il y a commencement de preuve (2863 C.c.Q.[6])
- Celui qui contredit l'acte juridique est un tiers à cet acte (2863 C.c.Q.a contrario[6])
- Pour interpréter ou compléter un écrit manifestement incomplet (2864 C.c.Q.[7])
- Pour attaquer la validité de l'acte juridique constaté par écrit, c'est-à-dire la qualité du consentement donné par l'une de ses parties (2864 C.c.Q.[7])
- Il s'agit d'un écrit d'entreprise (2836 C.c.Q.[8])
- Lorsqu'un consommateur exerce un droit prévu par la Loi sur la protection du consommateur ou veut prouver que la loi n'a pas été respectée (art. 263 de la Loi sur la protection du consommateur[9])
- Lorsqu'une partie à un bail résidentiel veut prouver que la Loi sur la Régie du logement n'a pas été respectée ou si elle veut prouver que le loyer effectivement payé n'est pas celui qui apparaît au bail (art. 77 de la Loi sur le Tribunal administratif du logement[10])
- Lorsqu'un assuré veut contredire les déclarations contenues dans une proposition d'assurance inscrites ou suggérées par le représentant de l'assureur ou par tout courtier d'assurance (2413 C.c.Q.[11])

À noter que la preuve d'un autre acte juridique, antérieur ou postérieur, pour contredire un acte instrumentaire entraîne l'application des règles de la preuve testimoniale d'un acte juridique et non celles de la contradiction de l'acte instrumentaire.

### Force probante
La valeur probante à accorder à un témoignage est laissée à la libre appréciation du juge (2845 C.c.Q.). Le juge évaluera la crédibilité du témoin et la qualité de son témoignage en se fondant sur plusieurs critères. Sauf dans le cas de l'enfant non assermenté, la corroboration n'est pas nécessaire (2844 C.c.Q.). La force probante du témoignage ne dépend pas seulement de la sincérité du témoin. En effet, un témoin peut, en toute honnêteté, décrire faussement les événements en litiges. Ainsi, l'apparence de sincérité du témoin ne sera que l'un des nombreux critères que le juge du procès devra évaluer pour déterminer la force probante du témoignage.

### Contestation
La preuve testimoniale peut être contestée par tous moyens.

#### Témoignage de l’enfant
Lorsqu’un enfant est amené à témoigner dans une instance, certaines règles particulières pourront s’appliquer. Lorsque l’enfant ne comprend pas la nature du serment à prêter avant de rendre témoignage, le juge peut admettre quand même son témoignage si l’enfant est assez développé pour pouvoir rapporter des faits dont il a eu connaissance et qu’il comprend le devoir de dire la vérité. Cependant, ce témoignage devra être corroboré (2844 al. 2 C.c.Q.).
En Chambre de la jeunesse, le juge peut dispenser un enfant de témoigner s'il estime que le fait de témoigner porterait préjudice à son développement mental ou affectif (article 85.2 de la Loi sur la protection de la jeunesse). Le contenu d'une déclaration de l'enfant inhabile ou dispensé de témoigner pourra être mis en preuve par le témoignage de celui qui a reçu cette déclaration ou par un enregistrement (articles 85.5 et 85.6 de la Loi sur la protection de la jeunesse). Autrement dit, la preuve par ouï-dire est alors permise.

## Ouï-dire
Le ouï-dire est un témoignage indirect (par personne interposée, ou per relationem) qui porte sur des faits qu’une partie en litige souhaite introduire en preuve mais dont elle n’a pas été personnellement témoin. En d’autres termes, il s’agit de rapporter une déclaration que le témoin a entendu dire par un tiers et dont on connaît l’existence seulement parce que ce tiers l’avait partagée. 
Je sais que X a volé une voiture, car Y me l’a dit.
Toutefois, pour être considéré comme du ouï-dire, le témoignage doit essayer de démontrer que les faits en litige sont véridiques. 

### Prohibition
La définition du témoignage écarte implicitement le ouï-dire, car le témoin doit avoir constaté personnellement les faits qu’il rapporte. Le témoin doit comparaître en personne à l’instance (279 C.p.c.), prêter serment (277 C.p.c.) et se soumettre au contre-interrogatoire (280 C.p.c.). Toutes ces exigences confirment cette prohibition.

## Expertise judiciaire
Le témoignage peut aussi être une déclaration d'un témoin expert par laquelle ce dernier peut émettre son opinion sur les faits mis en preuve (2843 C.c.Q.). Une telle preuve testimoniale s'appelle une expertise. Le rôle du témoin expert est d'éclairer le juge dans des domaines où il possède des connaissances ou une expérience qui dépassent celles du profane. Avant d'interroger l'expert sur le contenu de son rapport, il faut établir sa compétence (le plus souvent, cette preuve se fera par la production du curriculum vitae de l'expert). Le rapport d'expertise doit de plus avoir été communiqué préalablement à la partie adverse (293 C.p.c.).
Dans l'arrêt White Burgess Langille Inman c. Abbott and Haliburton Co, le juge a développé sur les obligations du témoin expert envers le tribunal.

Dans l'arrêt R. c. Abbey, le juge a défini le critère de la nécessité d'aider le juge des faits :
« L'opinion d'un expert est recevable pour donner à la cour des renseignements scientifiques qui, selon toute vraisemblance, dépassent l'expérience et la connaissance d'un juge ou d'un jury. Si, à partir des faits établis par la preuve, un juge ou un jury peut à lui seul tirer ses propres conclusions, alors l'opinion de l'expert n'est pas nécessaire. » 

## Témoignage par écrit

### L'écrit valant  témoignage
L'article 292 du Code de procédure civilepermet à un témoin de remplacer son témoignage en personne en cour par un témoignage écrit dans la mesure où ce témoignage porte sur des faits secondaires au litige. Cela ne peut pas porter sur des faits essentiels du litige.

### Le témoignage écrit de l'expert
L'article 293 CPC prévoit que le rapport écrit de l'expert tient lieu de son témoignage. En outre, l'art. 294 CPC permet d'interroger son expert, l'expert commun ou l'expert nommé par le tribunal  pour obtenir des précisions sur son rapport.

### Le témoignage par déclaration sous serment
La déclaration sous serment est acceptée à titre de témoignage dans certaines situations (105 CPC). Il répond aux mêmes règles que le témoignage quant à l'appréciation de sa force probante et la prohibition du ouï-dire (2843, 2844, 2845 C.c.Q.).
Les situations où une déclaration sous serment est recevable à titre de preuve testimoniale sont les suivantes :
- Lorsque le défendeur a fait défaut de comparaître, sauf pour une demande en nullité de mariage ou d'union civile (182 C.p.c.[26])
- Lorsqu'un interrogatoire hors cours est autorisé, sauf pour une demande en nullité de mariage ou d'union civile et, lorsqu'une défense a été produite, une demande en divorce ou en séparation de corps (295 C.p.c.[27])
- Lors d'une requête en injonction interlocutoire (510[28], 512 C.p.c.[29])
- Dans certains recours extraordinaires (106 C.p.c.[30])
- En Chambre de la famille de la Cour supérieure, mais à raison d'une seule déclaration sous serment pour chaque partie (414 C.p.c.[31])